# Yasmin Trostel
Yasmin Trostel (* 24. Juli 1975) ist eine ehemalige deutsche Fußballspielerin.

## Karriere
Trostel gehörte dem FSV Frankfurt von 1990 bis 1993 in der Gruppe Süd der seinerzeit zweigleisigen Bundesliga an. Während dieser Zeit wurde sie in insgesamt zwölf Bundesligaspielen eingesetzt. Ihr erstes von zwei Saisonspielen bestritt sie am 10. März 1991 (11. Spieltag) beim 1:1-Unentschieden im Heimspiel gegen den SC Klinge Seckach. Ihr einziges Bundesligator gelang ihr am 20. September 1992 (4. Spieltag) beim 5:0-Sieg im Heimspiel gegen den TuS Ahrbach. Als Meister aus der Gruppe Süd 1992 hervorgegangen, war ihre Mannschaft zur Teilnahme an der Endrunde  um die Deutsche Meisterschaft berechtigt. Sie wurde im Halbfinalhinspiel am 2. Juni 1992 auf heimischer Spielstätte beim 3:2-Sieg über den KBC Duisburg eingesetzt.
Da ihre Mannschaft 1992 das Pokalfinale gewonnen hatte – sie wurde in diesem nicht eingesetzt – fand sie bei der Premiere des Wettbewerbs um den DFB-Supercup 1992 Berücksichtigung. In der Begegnung mit dem Deutschen Meister TSV Siegen am 11. August im Niedersachsenstadion von Hannover war sie mit ihrer Mannschaft diesem mit 0:4 unterlegen; sie wurde in der 57. Minute für Inge Ziegler eingewechselt.

## Erfolge
- DFB-Pokal-Sieger 1992 (ohne Finaleinsatz)
- DFB-Supercup-Finalist 1992